# 8 Pułk Armat Polowych (austro-węgierski)
Pułk Armat Polowych Nr 8 – pułk artylerii polowej cesarsko-królewskiej Armii.

## Historia pułku
1 stycznia 1894 roku samodzielny Dywizjon Nr 6 w Radkersburgu, w ówczesnym Księstwie Styrii został przeformowany w Pułk Artylerii Dywizyjnej Nr 8 (niem. Divisionsartillerieregiment Nr 8). W 1897 roku pułk został dyslokowany do Gorycji (niem. Görz). W tym garnizonie, położonym na terytorium 3 Korpusu, pozostawał do 1914 roku.
6 kwietnia 1908 roku oddział został przemianowany na Pułk Armat Polowych Nr 8.
W 1914 roku pułk miał podwójną podległość. W czasie pokoju pod względem wyszkolenia był podporządkowany komendantowi 3 Brygady Artylerii Polowej w Grazu. Równocześnie był oddziałem artylerii organicznej 28 Dywizji Piechoty. W jego składzie znajdował się sztab pułku oraz sztaby 1. i 2. dywizjonu, a także kadra zapasowa. Każda z czterech baterii posiadała sześć armat 8 cm FK M.5.
Pułk obchodził swoje święto 3 lipca, w rocznicę bitwy pod Sadową stoczonej w 1866 roku, w czasie wojny prusko-austriackiej.

## Kadra
Komendanci pułku
- ppłk Ferdinand Rost (do 1893 → komendant Pułku Artylerii Dywizyjnej Nr 10[5])
- ppłk / płk Vincenz Pistauer (1894[1] – 1897)
- ppłk Anton von Laun (1897[2] – 1900)
- ppłk / płk Peter Millivojevich vel Millivojeviċ (1900 – 1905 → komendant Pułku Artylerii Korpuśnej Nr 8)
- ppłk / płk Carl Csányi (1905 – 1908)
- płk Heinrich Juhász (1909 – 1912 → generał major i komendant 7 Brygady Artylerii Polowej[6])
- płk Eduard von Ripper (1912 – 1915[3] → komendant 14 Brygady Artylerii Polowej)
- płk Theodor Seewald (od 1915)

Oficerowie
- mjr Karol Durski-Trzaska (1894-1895)
- ppor. Camillo Perini